# Libor Janiš
Libor Janiš (* 23. června 1956) je bývalý slovenský fotbalista, obránce.

## Fotbalová kariéra
V československé lize hrál za Jednotu Trenčín. Gól v lize nedal.

## Ligová bilance
| Ročník                                      | Zápasy | Góly | Minunty | Klub            |
| ------------------------------------------- | ------ | ---- | ------- | --------------- |
| 1. československá fotbalová liga 1977/78    | 10     | 0    | 867     | Jednota Trenčín |
| 1. československá fotbalová liga 1978/79    | 9      | 0    | 522     | Jednota Trenčín |
| 1. československá fotbalová liga 1979/80    | 4      | 0    | 263     | Jednota Trenčín |
| 1. slovenská národní fotbalová liga 1982/83 | 29     | 0    | –       | Jednota Trenčín |
| 1. slovenská národní fotbalová liga 1983/84 | 7      | 1    | –       | Jednota Trenčín |
| 1. slovenská národní fotbalová liga 1984/85 | 25     | 0    | –       | Jednota Trenčín |
| CELKEM 1. liga                              | 23     | 0    | 1 652   |                 |